# Czyńcze
Czyńcze est un village polonais de la gmina d'Kalinowo, dans le powiat d'Ełk, voïvodie de Varmie-Mazurie, au nord-est du pays. 
Sa population s'élève à 60 habitants.